# Persil
Persil (рус. Перси́л) — стиральный порошок, производимый и продаваемый немецкой компанией Henkel по всему миру и британской компанией Unilever в Великобритании, Ирландии, Франции, Латинской Америке (кроме Мексики), Китае, Австралии и Новой Зеландии. Впервые был представлен в 1907 году. Persil считается первым коммерчески доступным стиральным порошком, который сочетал отбеливатель с моющим средством. Каждый продукт содержит перборат натрия и силикат натрия.

## История
В 1907 году немецкая компания Henkel изобрела стиральный порошок, который продавался под торговой маркой Persil. Ранее в 1906 году во Франции Жюль Ронкетти из Марселя выпустил мыло под торговой маркой Le Persil. 
Во время Первой мировой войны компания Electro-Chemical Company, которая была концессионером моющих средств Henkel во Франции, подписала соглашение с Ronchetti, по которому отказалась от продажи моющих средств под брендом Persil. Это привело к судебным разбирательствам, в результате которых в 1927 году было заключено соглашение, в соответствии с которым использование товарного знака было зарезервировано за английской компанией Lever Brothers (которая купила компанию Jules Ronchetti) во Франции и Великобритании, а в остальных странах мира — за немецкой компанией Henkel.
В XXI веке Persil регулярно рекламируется в Британии и продаётся в Канаде.

## Продажи
Persil продаётся компанией Henkel в большей части Европы, США и на Ближнем Востоке, в то время как Unilever владеет брендом Persil во Франции, Великобритании, Латинской Америке, Китае и Малайзии. Unilever приобрёл права на Persil в 1919 году. В Великобритании Persil производится как в органической, так и в неорганической форме, последняя из которых часто рекламируется как «более щадящая для кожи». Во Франции Persil называется Le Chat.

## Галерея
- Реклама Persil в Висмаре
- Часы Persil в Кётене
- Часы-реклама в Люнене
- Упаковки старого образца